# Parafia Niepokalanego Poczęcia Najświętszej Maryi Panny w Jałcie
Parafia Niepokalanego Poczęcia Najświętszej Maryi Panny w Jałcie – rzymskokatolicka parafia znajdująca się w diecezji odesko-symferopolskiej w dekanacie krymskim. Od upadku ZSRR opiekę nad parafią sprawują dominikanie. Liczy ok. 200 wienych. Msze święte odprawiane są w językach polskim, rosyjskim i łacińskim.
W latach 80. XIX w parafia liczyła ok. 500 osób różnych narodowości (m.in. Polacy, Czesi, Niemcy, Francuzi, Włosi). Zbierali się oni na modlitwę w małym domku. W 1898, po 10-letnim oczekiwaniu, władze carskie wyraziły zgodę na budowę kościoła łacińskiego w Jałcie. Jego projektantami byli Mikołaj Piotrowicz Krasnow i Komornicki. Kościół został konsekrowany na Wielkanoc 1906 przez biskupa tyraspolskiego Josefa Aloisa Kesslera.
W 1927 kościół został znacjonalizowany przez bolszewików. Służył następnie jako sala sportowa, strzelnica, muzeum krajoznawcze, a pod koniec ZSRR jako sala organowa. Msze święte ponownie zaczęto w nim sprawować w 1991. 25 lutego 1993 świątynia została zwrócona katolikom. Z kościoła korzystają również grekokatolicy, którzy nie mają w Jałcie swojej cerkwi.